# Artimpaza punctigera
Artimpaza punctigera är en skalbaggsart som beskrevs av Holzschuh 1982. Artimpaza punctigera ingår i släktet Artimpaza och familjen långhorningar.
Artens utbredningsområde är Nepal. Inga underarter finns listade.